# Migraciones eslavas a los Balcanes
Las migraciones eslavas a los Balcanes tuvieron lugar desde mediados del siglo VI siglo 6 y primeras décadas del siglo VII en la Alta Edad Media tras una serie de guerras entre el Imperio sasánida y el Jaganato ávaro contra el Imperio romano de Oriente. El asentamiento se vio facilitado por la importante caída de la población balcánica durante la Peste de Justiniano. La columna vertebral del kaganato ávaro estaba formada por tribus eslavas, que, tras el fallido sitio de Constantinopla en el verano de 626, permanecieron en la amplia zona de los Balcanes después de haber colonizado las provincias bizantinas al sur del río Sava y Danubio, desde el Adriático hacia el Egeo hasta el Mar Negro. Agotada por varios factores y reducida a las zonas costeras de los Balcanes, Bizancio no pudo hacer la guerra en dos frentes y recuperar sus territorios perdidos, pero se reconcilió con el hecho de establecer las Sklavinias y creó una alianza con ellas contra los ávaros y el Jaganato Búlgaro.

## Antecedentes
Antes del período de las grandes migraciones la población de los Balcanes estaba posiblemente compuesta por ilirios y tracios locales que habían sido romanizados y helenizados. Es posible que también existieran pequeñas comunidades de hérulos, bastarnos, longobardos y scirios. Tras las destructivas campañas de los hunos de Atila, y de los godos —que anteriormente eran un pueblo foederati—, que provocaron la caída del Imperio Romano de Occidente, el emperador romano de Oriente Justiniano I inició la reconstrucción de fortalezas, ciudades y del cristianismo. Sin embargo, la Peste de Justiniano (541-549 hasta mediados del siglo VIII) diezmó a la población nativa, lo que provocó el debilitamiento de los limes panonio y Limes danubiano. Todos esos años de guerras, saqueos, pandemias y catástrofes naturales permitieron finalmente la conquista y migración de los Primeros Eslavos que también fueron liderados por los ávaros.

## Historia

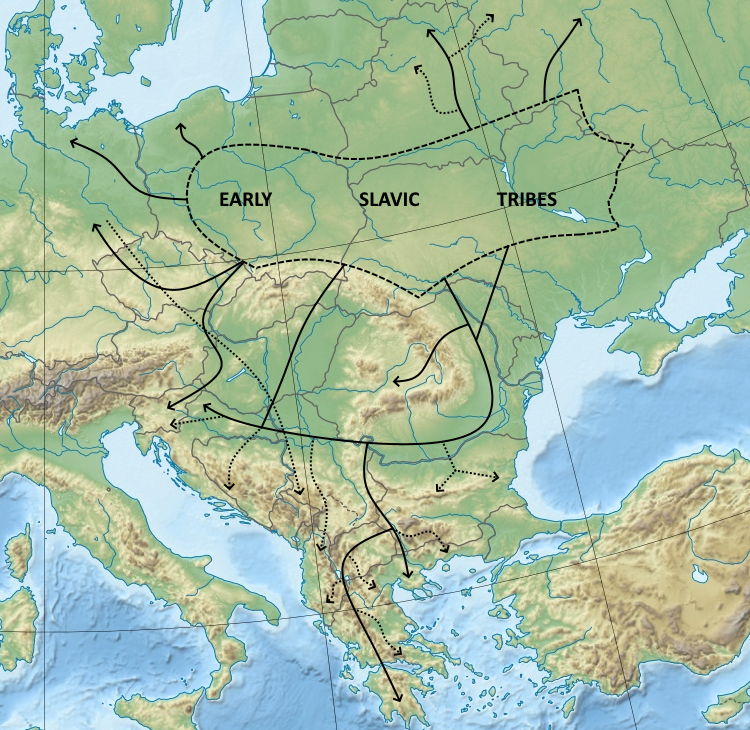
Migraciones eslavas a los Balcanes

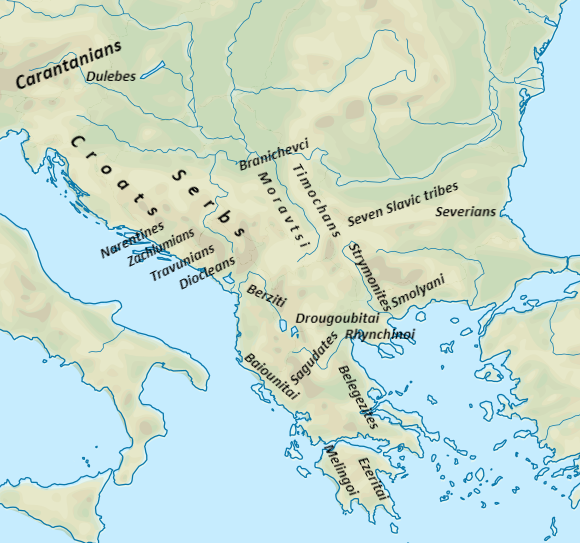
Ubicación aproximada de las tribus eslavas del sur, per V. V. Sedov (1995)

Los eslavos que se asentaron en los Balcanes se dividen en dos grupos, los antes y los esclavenos. Se considera que pequeños grupos de eslavos participaron probablemente desde finales del siglo V en las campañas de los hunos y las tribus germánicas. Las primeras incursiones eslavas seguras pueden fecharse a principios del siglo VI, durante la época del emperador romano de Oriente Justino I (r. 518-527), coincidiendo con el final de revuelta de los vitalianos (511-518). Procopio de Cesarea registró que en el año 518 un gran ejército de los antes, «que habitan cerca de los esclavenos», cruzó el río Danubio hacia el territorio romano. Continuaron con incursiones cada vez más rápidas y fuertes en la época de Justiniano I (r. 527-565), registrando Procopio que toda Ilírica y Tracia era casi todos los años saqueada por los hunos, esclavenos y antes, que hicieron un enorme daño a la población nativa romana, convirtiendo la región en un «desierto escita». Como el limes danubiano carecía de guarniciones, Justiniano I consiguió hacer una alianza con los antes para detener las intrusiones de los bárbaros sobre el territorio de los antes en el Bajo Danubio. Esto provocó más intrusiones eslavas desde la región de Podunavlje, pero también fue seguido por un asentamiento pacífico permanente en el territorio bizantino que comenzó en el 550 o 551. Las cosas cambiarían con la llegada de los ávaros de Panonia, que lucharon contra los antes y sometieron a masas tanto de antes como de esclavenos. Tras la muerte de Justiniano I, el nuevo emperador romano Justino II (r. 565-574) suspendió el pago de subsidios a los ávaros, lo que desencadenó un período de guerra de casi un siglo de duración. Con los bizantinos preocupados por las guerras  con el Imperio sasánida —572-591 y 602-628—, los ávaros y los eslavos realizaron devastadoras intrusiones desde el norte de Italia hasta el sur de Grecia, y en el siglo VII, los eslavos se asentaron en todos los Balcanes y el Peloponeso. El emperador romano Mauricio en sus campañas balcánicas (582-602) no consiguió impedir que realizaran con éxito los asedios de Sirmium, Viminacium o Tesalónica (617), destruyendo varias ciudades como Justiniana Prima y Salona, culminando con el Sitio de Constantinopla (626).
Según Procopio, la organización social y política eslava era una especie de demokratia en la que la comunidad tribal era gobernada por un consejo de nobles. Eso les permitía mantenerse unidos independientemente de los factores ambientales, pero según Johannes Koder, «mpedía la resistencia militar coordinada contra el enemigo», lo que les ponía en situación de estar bajo un liderazgo político extranjero. Cuando los eslavos y posteriormente los ávaros entraron en los Balcanes no disponían de la técnica militar para aguantar una guerra de asedio avanzada, pero en torno al año 587 adquirieron los conocimientos necesarios al entrar en contacto con la cultura bizantina, por lo que ningún asentamiento urbano ni fortaleza pudo oponerse ya a ellos. Con la destrucción de las fortificaciones romanas se produjo una pérdida del poder militar y administrativo bizantino en las provincias romanas. La población nativa fue a menudo diezmada y las tierras devastadas fueron repobladas por grupos más o menos grandes de eslavos. Se considera que el asentamiento entre los nativos, a menudo sustituyéndolos, se producía durante el otoño, cuando se aseguraban los suministros de invierno para personas y animales. Tras mezclarse con los nativos que sobrevivían en comunidades más pequeñas según la región, las tribus eslavas tenían en su mayoría nombres de origen toponímico. Poblaban densamente los Balcanes, más concretamente la «prefectura pretoriana de Illyricum»: en la provincia tardorromana de Noricum estaba el asentamiento eslavo de los Alpes orientales (incluyendo a los carantanos), mientras que en Panonia estaban los eslavos de Panonia (con dulebes panónicos); la provincia de Dalmacia estaba asentada por los croatas blancos (y guduscanos), sorbios, narentinos, zahumlianos, travunijas, kanalites mientras que Praevalitana por Diocleos; las provincias de Mesia y Dardania estaban habitadas por merehani, braničevci, timocianos y praedenecenti; la provincia de Dacia Ripensis y Moesia Secunda estaba habitada por siete tribus eslavas y Severos; mientras que en parte de la Diócesis de Tracia se encontraban los smolyani y los strymonites en toda la Diócesis de Macedonia había numerosas tribus de drougoubitai, berziti, sagudates, rhynchinoi, baiounitai, belegezites, melingoi y ezeritai. Una parte de los eslavos de Tracia también fue reubicada en Anatolia, posteriormente conocida como eslavos de Asia Menor.
Sin embargo, tras el asentamiento de los eslavos, los Balcanes se volvieron al paganismo y entraron en la «Edad Oscura Bizantina», en la que se encontraba la mayor parte de Europa hasta entonces. Muchos eslavos pronto empezaron a aceptar las costumbres culturales de las muy civilizadas provincias bizantinas, y para ampliar su influencia cultural y estatal sobre los eslavos del sur, los bizantinos iniciaron el proceso de cristianización de los eslavos. Con el tiempo, los eslavos asentados en las provincias tardorromanas de Panonia y Dalmacia alcanzaron una importante autonomía o independencia estableciendo Sklavinias influenciadas tanto por Francia como por el Imperio Bizantino, en la mayor parte de la antigua diócesis de Dacia y Tracia pasaron a formar parte del Primer Imperio Búlgaro, mientras que en la diócesis de Macedonia (Balcanes del Sur y Peloponeso) carecía de organización política por lo que el Imperio Bizantino recuperó el control y después de 200 años fue asimilado por la mayoría griega, mientras que en el territorio de la actual Albania por la mayoría de habla albanesa.

## Arqueología
Los eslavos se desplazaron principalmente por los valles fluviales, mientras que en el sur de los Balcanes, donde encontraron mayor resistencia por parte de las fuerzas nativas griegas, por las cordilleras. Muy pronto después de la llegada, la cultura arqueológica típica eslava fue cambiada por la influencia de las culturas nativas romana y griega. Según los datos arqueológicos se considera que el principal movimiento de los eslavos fue desde el valle del Danubio Medio. La cultura Ipotesti-Candesti estaba compuesta por una mezcla de la eslava cultura Praga-Korchak  y, sobre todo, de la cultura Penkovka con algunos elementos de la llamada cultura Martinovka. En consecuencia, la mayoría de la población eslava de los Balcanes y del Peloponeso descendía de Antae. Según los datos arqueológicos y las fuentes históricas, los eslavos se dedicaban sobre todo a la agricultura, cultivando  mijo proso, que introdujo, trigo, pero también  lino. Cultivaban diversas frutas y verduras, aprendieron viticultura. Se dedicaban activamente a la ganadería, utilizando caballos para fines militares y agrícolas, y criando bueyes y cabras. Los que vivían en terrenos montañosos vivían principalmente como  pastores. Los que vivían cerca de lagos, ríos y mares también utilizaban diversos anzuelos y redes para pescar. Se sabe que eran especialmente hábiles en el trabajo de la madera, también utilizada para la construcción de barcos, pero también conocían la metalurgia y la alfarería.

## Genética

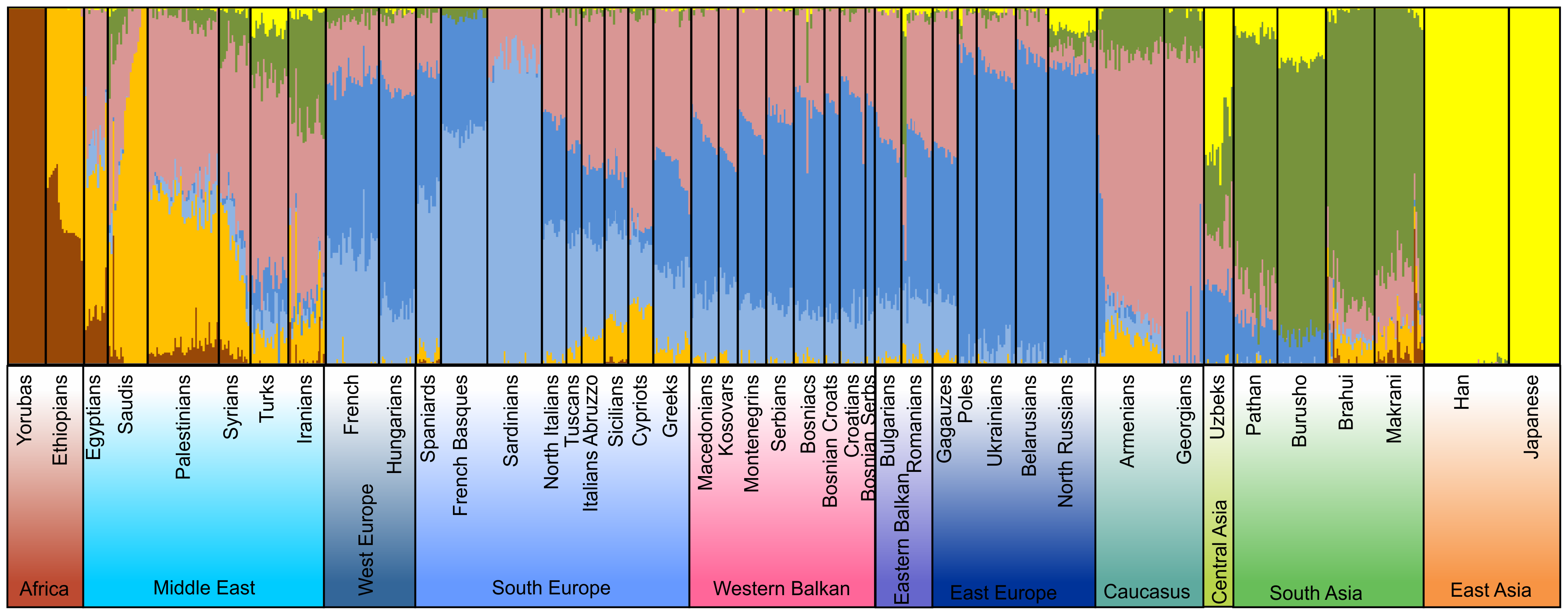
Análisis de mezcla de SNP autosómicos de la región de los Balcanes en un contexto global en el nivel de resolución de 7 supuestas poblaciones ancestrales: Africana (marrón), Europa del Sur / Oeste (azul claro), Asiática (amarillo), Medio Oriente (naranja), Sur Componente del Cáucaso asiático (verde), del norte / este de Europa (azul oscuro) y beige.

Según el estudio de 2013 Autosoma IBD de 2013 «de la ascendencia genealógica reciente de los últimos 3000 años a escala continental», los hablantes de lengua serbocroata comparten un número muy elevado de ancestros comunes fechados en el periodo de migración de hace aproximadamente 1500 años con Polonia y Rumanía-Bulgaria entre otros en Europa del Este. Se concluye que fue causada por los húnicos y la expansión eslava, que fue una "población relativamente pequeña que se expandió por una gran área geográfica", particularmente «la expansión de las poblaciones eslavas en regiones de baja densidad de población a partir del siglo VI» y que es «altamente coincidente con la distribución moderna de las lenguas eslavas». Según Kushniarevich et al. 2015, el análisis de Hellenthal et al. 2014 IBD, también encontró «eventos de mezcla multidireccional entre los europeos orientales (tanto eslavos como no eslavos), fechados alrededor de 1000-1600 YBP» que coincide con «el marco temporal propuesto para la expansión eslava». La influencia eslava está «fechada entre los años 500 y 900 de la era cristiana o un poco más tarde, con más del 40-50% entre los búlgaros,  rumanos y húngaros».
El análisis del IBD de 2015 descubrió que los eslavos meridionales tienen una menor proximidad con los griegos que con los eslavos del este y los eslavos occidentales y que hay un "patrón uniforme de compartición del IBD entre los eslavos del este-oeste —poblaciones 'intereslavas' (húngaros, rumanos y gagaúzos)— y los eslavos del sur, es decir, a través de un área de supuestos movimientos históricos de personas que incluyen a los eslavos". El ligero pico de segmentos compartidos de DIB entre los eslavos del sur y del este-oeste sugiere una "ascendencia de tiempo eslavo" compartida. Según un reciente análisis de mezcla genética de los Balcanes occidentales, los eslavos del sur muestran una uniformidad genética, siendo el componente genético ancestral modelado de los baltoeslavos entre los eslavos del sur de entre el 55% y el 70%. Según el estudio de mezcla de 2017 de la población griega del Peloponeso, "la ascendencia eslava de las subpoblaciones del Peloponeso oscila entre el 0. 2 al 14,4%".
Los resultados del estudio de ADN-Y de 2006 "sugieren que la expansión eslava comenzó desde el territorio de la actual Ucrania, apoyando así la hipótesis que sitúa la primera patria conocida de los eslavos en la cuenca del Dniéper medio". Según los estudios genéticos realizados hasta el año 2020, la distribución, la varianza y la frecuencia del Haplogrupo de ADN-Y R1a y I2 y sus subclados R-M558, R-M458 e I-CTS10228 entre los eslavos del sur están en correlación con la difusión de las lenguas eslavas durante la expansión eslava medieval desde Europa del Este, muy probablemente desde el territorio de la actual Ucrania y Sudeste de Polonia.